# Laurent Koscielny
Laurent Koscielny (phát âm tiếng Pháp: [loˈʁɑ̃ kosjɛlˈɲi]) (sinh ngày 10 tháng 9 năm 1985) là một cựu cầu thủ bóng đá người Pháp từng chơi vị trí trung vệ.
Anh thường đóng vai trò là một trung vệ nhưng cũng có thể chơi như một hậu vệ cánh phải, vị trí mà anh đã thi đấu khi bắt đầu sự nghiệp. Anh được mô tả là một hậu vệ thiện chiến, mạnh mẽ, nhanh nhẹn và có khả năng thực hiện tốt những đường chuyền dài vượt tuyến.
Koscielny được sinh ra ở thành phố Tulle và bắt đầu sự nghiệp bóng đá ở hàng loạt các câu lạc bộ nghiệp dư và thiếu niên như Brive, Tulle Corrèze và Limoges. Năm 2001, anh chuyển đến Brittany ở tây bắc nước Pháp để chơi cho câu lạc bộ chuyên nghiệp Guingamp.
Năm 2007, Koscielny gia nhập Tours với mức phí chuyển nhượng không được tiết lộ để chơi ở giải đấu hạng ba của hệ thống giải vô địch Pháp vào năm 2007 và giành quyền thăng hạng với đội bóng mới trước khi có tên ở Đội hình tiêu biểu Ligue 2 ở mùa giải tiếp theo. Vào ngày 16 tháng 6 năm 2009, đội bóng tân binh của Ligue 1, Lorient, đã ký với Koscielny bản hợp đồng có thời hạn bốn năm với mức phí chuyển nhượng là 1,7 triệu euro. Anh nhanh chóng có được một vị trí chính thức trong đội hình.
Những màn trình diễn của anh đã lọt vào mắt xanh của huấn luyện viên Arsenal, Arsène Wenger, và Arsenal đã xác nhận việc ký kết hợp đồng vào ngày 7 tháng 7 năm 2010, Koscielny được trao chiếc áo số 6 của câu lạc bộ. Người hâm mộ Arsenal đã bình chọn Laurent Koscielny là bản hợp đồng thành công nhất của Arsène Wenger ở mùa giải 2010–11 sau một mùa giải ra mắt ấn tượng. Koscielny đã được triệu tập vào đội tuyển Pháp vào ngày 4 tháng 2 năm 2011. Trước khi được gọi vào tuyển Pháp, Koscielny cũng đủ điều kiện để thi đấu cho Ba Lan do gốc gác của gia đình anh. Trận hòa 1–1 trước Southampton vào ngày 1 tháng 1 năm 2013 là trận đấu thứ 100 của Koscielny cho Arsenal.

## Sự nghiệp câu lạc bộ

### Sự nghiệp ban đầu
Koscielny được sinh ra ở Tulle, Corrèze. Sự nghiệp của anh bắt đầu vào năm 2004 với Guingamp, đội bóng đã sản sinh ra những tài năng như Didier Drogba và Florent Malouda. Cầu thủ người Pháp có 47 lần ra sân trong màu áo Guingamp, giữa năm 2004 và 2007, chủ yếu trong vai trò hậu vệ cánh phải.
Năm 2007, Koscielny gia nhập Tours FC, đội bóng lúc đó đang thi đấu ở giải hạng ba của bóng đá Pháp và anh muốn được trao cơ hội ở vị trí trung vệ. Koscienly đã cho thấy sự cải thiện đáng kể ở khả năng không chiến và đọc tình huống, điều này đã giúp anh chỉ nhận đúng ba thẻ vàng ở mùa giải đó và giúp đội bóng giành quyền thăng hạng. Suốt mùa giải 2008–09, Koscielny thi đấu 34 trận ở giải vô địch, ghi được 5 bàn thắng mặc dù thi đấu ở vị trí hậu vệ. Kết thúc mùa giải, anh có tên trong danh sách Đội hình tiêu biểu Ligue 2. Đây cũng là lúc Koscielny chia tay câu lạc bộ và chuyển đến đội bóng tân binh của Ligue 1, Lorient FC, với phí chuyển nhượng 1,7 triệu euro.

### Lorient
Vào ngày 16 tháng 6 năm 2009, đội bóng tân binh của Ligue 1, FC Lorient, đã ký với Koscielny bản hợp đồng có thời hạn bốn năm với mức phí chuyển nhượng 1,7 triệu €. Anh đã có được vị trí chính thức trong đội hình và được chơi ở vị trí trung vệ mà anh từng ao ước. Trong một mùa giải ở câu lạc bộ, anh ghi được 3 bàn thắng trong 35 lần xuất hiện. Ngày 7 tháng 3 năm 2009 Koscielny ghi bàn thắng đầu tiên của anh ở Ligue 1 vào lưới Olympique Marseille tại Stade Vélodrome ở phút 65 trong trận hòa 1–1. Koscielny càng trở nên được yêu thích khi anh có được bàn thắng thứ hai sau một pha đánh đầu trong thời gian bù giờ vào lưới Montpellier trong trận hòa 2–2 từ đường chuyền của Monterrubio. Bàn thắng còn lại được anh ghi vào lưới Bordeaux sau 11 phút anh hiện diện trên sân. Tuy nhiên, anh đã phải nhận thẻ 15 phút sau đó do tình huống phạm lỗi trong vòng cấm với Marouane Chamakh, người sau này là đồng đội của anh ở Arsenal. Koscielny đã giúp Lorient kết thúc mùa giải ở vị trí thứ 7; vị trí tốt nhất của họ ở Ligue 1.
Nhờ phong độ ấn tượng, Koscielny đã lọt vào tầm ngắm của nhiều câu lạc bộ trong đó có Arsenal. Ngày 5 tháng 7 năm 2010, nhật báo Ouest-France đưa tin Koscielny đang tập luyện cùng đội trẻ Arsenal trong khi chờ đợi thông báo chuyển nhượng chính thức. Ngày 6 tháng 7 năm 2010, Koscielny đã đồng ý các điều khoản cá nhân với Arsenal. Đề nghị ban đầu của Arsenal về mức giá của Koscielny được cho là vào khoảng 4 triệu £, cộng với việc họ sẽ cho cầu thủ trẻ Francis Coquelin di chuyển theo chiều ngược lại với một bản hợp đồng cho mượn, nhưng Lorient đã từ chối. Tuy nhiên ngày hôm sau, 7 tháng 7, trang chủ của Arsenal đã xác nhận Koscielny chính thức gia nhập Arsenal với mức phí không được tiết lộ, nhưng được cho là 8,45 triệu £.

### Arsenal

#### Mùa giải 2010–11
Laurent Koscielny 
Arsenal xác nhận việc ký kết hợp đồng vào ngày 7 tháng 7 năm 2010 và Koscielny sẽ nhận chiếc áo số 6 của câu lạc bộ, số áo trước đó thuộc về Philippe Senderos, người đã chuyển đến Fulham trước đó. Wenger giải thích rằng ông mua Koscienly bởi một thực tế là ông muốn gia tăng chiều cao cho đội bóng và Arsenal thì có một hàng trung vệ tương đối thấp. Koscielny có màn ra mắt đối đầu với Barnet trong trận giao hữu chuẩn bị trước mùa giải vào tháng 7 năm 2010. Một tháng sau trong trận đấu chính thức đầu tiên của anh cho câu lạc bộ đối đầu với Liverpool tại Anfield, anh đã bị đuổi khỏi sân ở phút thứ 94 sau khi phải nhận thẻ vàng thứ hai. Cả hai thẻ vàng mà anh phải nhận đều diễn ra trong khoảng thời gian bù giờ của hiệp hai. Trận đấu kết thúc với tỷ số hòa 1–1 cùng với việc cả hai đội đều có những tân binh bị đuổi khỏi sân trong trận đấu ra mắt của họ, bên phía Liverpool là tiền vệ Joe Cole Anh ghi bàn thắng đầu tiên của anh cho Arsenal vào ngày 11 tháng 9 năm 2010, trong chiến thắng 4–1 trước Bolton.
Koscielny thi đấu trận đầu tiên ở đấu trường châu Âu vào ngày 15 tháng 9 năm 2010, khi anh đá cặp cùng với Sébastien Squillaci trong chiến thắng 6–0 trước Braga tại Emirates. Koscielny đã nhận được những lời khen ngợi bởi những màn trình diễn của anh trong trận đấu với Sunderland và pha truy cản tuyệt vời của anh trong trận đấu với Tottenham ngăn chặn tình huống ghi bàn của Aaron Lennon ở League Cup. Vào ngày 27 tháng 10 anh đã chặn đứng một cú sút và cung cấp một đường kiến tạo cho Theo Walcott ghi bàn vào lưới Newcastle United ở vòng bốn League Cup, Arsenal giành chiến thắng 4–0 tại St James' Park. Koscielny bị nhận một thẻ đỏ trực tiếp trong trận thua 0–1 của Arsenal trên sân nhà trước Newcastle United vào ngày 7 tháng 11 năm 2010. Đây là lần thứ hai anh bị đuổi khỏi sân trong mùa giải.

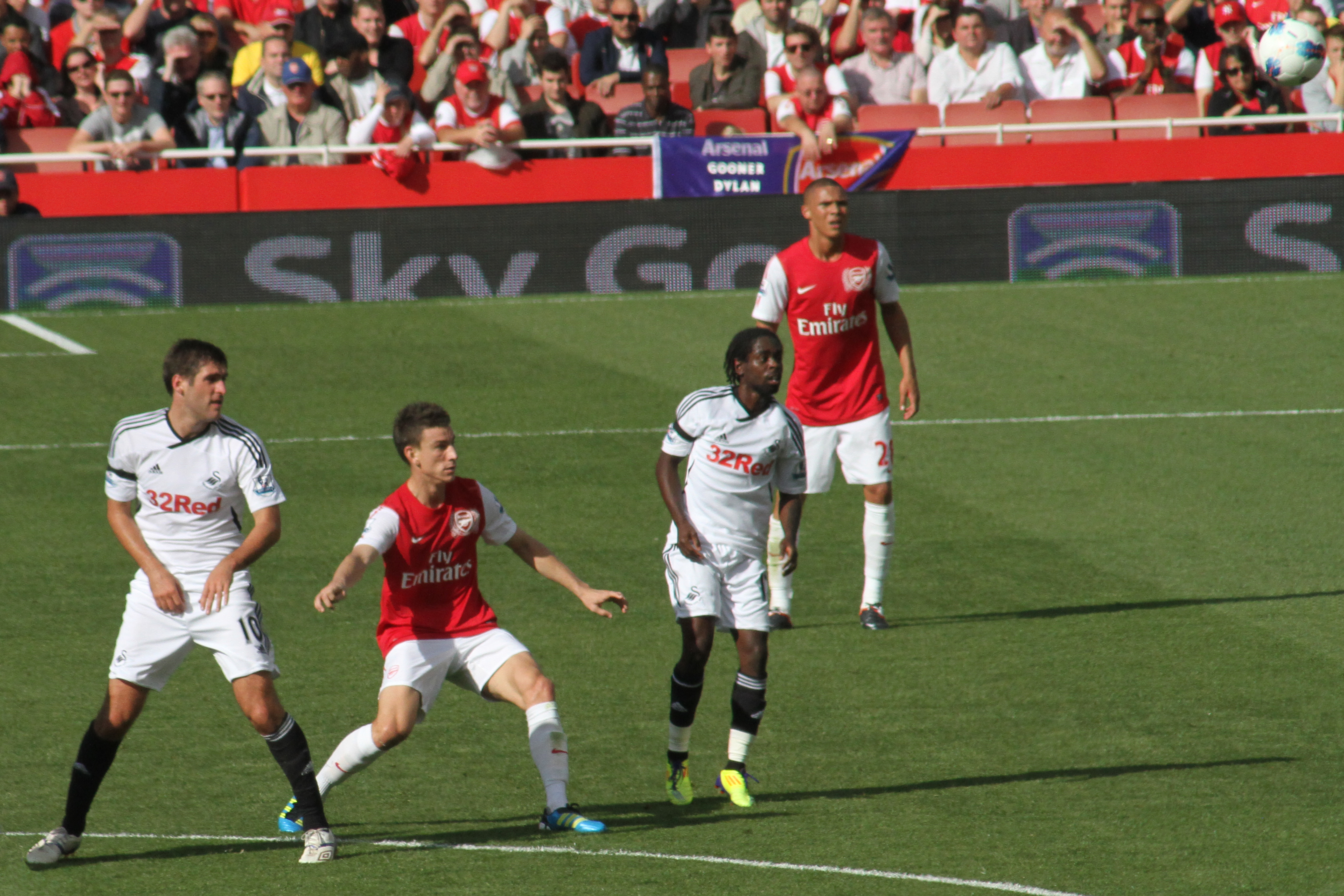
Koscielny đang thi đấu cho Arsenal vào ngày 10 tháng 9 năm 2011 đối đầu với Swansea City.

Ngày 25 tháng 1 năm 2011, Koscielny ghi bàn thắng thứ hai trong chiến thắng 3–0 của Arsenal trước Ipswich Town ở trận lượt về bán kết League Cup trên sân Emirates. Trong suốt tháng 1 năm 2011, Johan Djourou và anh đá cặp nơi trung tâm hàng phòng ngự mà không để lọt bất kỳ một bàn thua nào ở Premier League. Vào ngày 1 tháng 2, anh ghi bàn thắng thứ ba của anh trong mùa giải, bàn thắng ấn định chiến thắng 2–1 trước Everton với một cú đánh đầu trong cuộc chạm trán ở giải vô địch trên sân Emirates. Koscielny đã có một màn trình diễn được cho là tuyệt vời nhất trong màu áo Arsenal tính đến thời điểm hiện nay trước Barcelona ở lượt đi vòng 16 đội Champions League. Trận đấu kết thúc với chiến thắng 2–1 trên sân nhà dành cho Arsenal. Những màn trình diễn của Koscielny đã được tán thưởng và đánh giá cao trong các bài tường thuật về trận đấu trên nhiều phương tiện truyền thông. Hậu vệ huyền thoại của Arsenal, Martin Keown, đã nói màn trình diễn của anh ấy là "rất ấn tượng" và "tráng lệ". Nhưng đáng buồn thay, Laurent là nguyên dẫn đến bàn thắng quyết định của Birmingham City ở trận chung kết League Cup, đã có một pha bóng lộn xộn, không hiểu ý giữa anh và thủ môn Wojciech Szczęsny. Arsenal để thua 2–1 ở trận đấu đó và tiếp tục kéo dài chuỗi mùa giải trắng tay.

#### Mùa giải 2011–12
Koscielny bắt đầu mùa giải 2011–12 một cách rất tích cực với hậu vệ Thomas Vermaelen chơi bên cạnh anh. Anh bị dính chấn thương và buộc phải rời sân sau chỉ 15 phút có mặt trên sân trong trận thua 2–0 trên sân nhà trước Liverpool. Tuy nhiên, anh đã trở lại trong trận đấu được cho là tồi tệ nhất của Arsenal ở Premier League, thua 8–2 trước Manchester United. Vào ngày 17 tháng 9, Koscielny đá phản lưới nhà trong trận thua 4–3 của Arsenal trước Blackburn Rovers ở Barclays Premier League. Tiếp đó, anh được bình chọn là cầu thủ xuất sắc nhất trận đấu do màn trình diễn của anh trước Marseille, Arsenal giành chiến thắng 1–0 tại sân vận động Vélodrome, anh đã giúp Arsenal lần đầu tiên giữ sạch lưới ở một trận đấu trên sân khách tại UEFA Champions League kể từ ngày 18 tháng 8 năm 2009 đối đầu với Celtic, trận đấu mà Arsenal giành chiến thắng với tỷ số 2–0.
Ngày 29 tháng 10, Koscielny đã nhận được lời khen ngợi do màn trình diễn chắc chắn của anh trong chiến thắng 5–3 của Arsenal trên sân khách trước Chelsea. Anh ghi bàn thắng đầu tiên của anh trong mùa giải 2011–12 vào ngày 2 tháng 1 năm 2012 ở chiến thắng 2–1 trên sân của Fulham. Anh ghi bàn thắng đầu tiên của anh ở Champions League trong chiến thắng 3–0 trước AC Milan ở lượt về vòng 16 đội. Ngày 13 tháng 5 năm 2012 anh ghi bàn thắng ấn định chiến thắng 3–2 trước West Brom để đảm bảo vị trí thứ ba cho Arsenal trên bảng xếp hạng Premier League. Anh đứng thứ tư trong cuộc bình chọn Cầu thủ xuất sắc nhất mùa giải của Arsenal bởi người hâm mộ do những màn trình diễn xuất sắc của anh xuyên suốt mùa giải 2011–12.

#### Mùa giải 2012–13
Ngày 24 tháng 7 năm 2012, Laurent ký bản hợp đồng mới với Arsenal có thời hạn 5 năm. Bàn thắng đầu tiên của anh trong mùa giải là bàn thắng vào lưới Manchester City vào ngày 23 tháng 9 năm 2012 giúp Arsenal cân bằng tỷ số trong trận hòa 1-1 trên sân Etihad. Ngày 30 tháng 10, anh ghi bàn bằng đầu từ tình huống đá phạt góc ở phút 88 vào lưới Reading ở League Cup, giúp Arsenal lội ngược dòng sau khi bị dẫn trước 4–0 để cuối cùng giành chiến thắng với tỷ số 7–5.
Vào ngày 13 tháng 3 năm 2013, Koscielny ghi bàn vào lưới Bayern Munich tại Allianz Arena ở Vòng 16 đội UEFA Champions League. Bàn thắng của anh đã giúp Arsenal giành chiến thắng 2–0 trong đêm đó và cân bằng tỷ số 3–3 sau hau hai lượt trận, nhưng họ vẫn bị loại khỏi giải đấu do luật bàn thắng sân khách.
Ngày 20 tháng 3 năm 2013, từ pha đá phạt của Theo Walcott, Koscielny đánh đầu đưa bóng ngược về phía sau kiến tạo cho Per Mertesacker ghi bàn vào lưới Fulham. Vào ngày 19 tháng 5, Lukas Podolski chạm nhẹ bóng bằng đầu sau pha đá phạt của Theo Walcott kiến tạo cho Koscielny ghi bàn trong trận đối đầu với Newcastle. Bàn thắng này đã đảm bảo cho the Gunners có được chiếc vé tham dự Champions League mùa giải 2013-14, mùa giải thứ 17 liên tiếp.
Koscielny đứng thứ hai trong cuộc bình chọn Cầu thủ xuất sắc nhất mùa giải của Arsenal vào cuối mùa bóng.
Mùa 2013–14
Koscielny bắt đầu mùa giải 201314 bằng cách thừa nhận một quả phạt đền và bị đuổi khỏi sân trong trận thua 3 trận mở màn Premier League của Arsenal tại sân nhà trước Aston Villa. Tuy nhiên, sự hợp tác của anh với Per Mertesacker đã chứng kiến Pháo thủ đạt được thành tích phòng ngự tốt nhất tại Premier League vào thời điểm giữa mùa giải, khi đội đứng đầu bảng. Vào ngày 22 tháng 2 năm 2014, Koscielny đã ghi bàn thắng đầu tiên của mùa giải trong trận thua 4 trận1 của Sunderland. Trong trận đấu áp chót trên sân nhà của đội bóng, Koscielny đã ghi bàn thắng thứ hai trong mùa giải trong chiến thắng 3 trận0 trước Newcastle United. Vào ngày 9 tháng 5 năm 2014, Koscielny đã ký hợp đồng dài hạn mới với Arsenal. Vào ngày 17 tháng 5, Koscielny đã ghi bàn thắng gỡ hòa của Arsenal khi đội bóng xuất phát từ 2 trận xuống để đánh bại Hull City 3-2 trong trận Chung kết FA Cup 2014, giành được miếng bạc đầu tiên của anh ấy với câu lạc bộ.
Mùa 2014–15
Vào ngày 16 tháng 8 năm 2014, Koscielny đã mở tài khoản ghi bàn của mình cho mùa giải, ghi bàn thắng đầu tiên của Arsenal tại Giải bóng đá Premier League 2014. Mục tiêu là đánh đầu từ một cú đá phạt trong thời gian bù giờ trong hiệp một trước Crystal Palace tại sân vận động Emirates. Sau khi bị chấn thương gân achilles trong kỳ nghỉ quốc tế tháng Mười, Koscielny đã vắng mặt trong đội hình Arsenal trong bảy tuần.Vào ngày 29 tháng 11, anh trở lại đội hình xuất phát của Arsenal cùng với Per Mertesacker ở vị trí trung vệ, khi Pháo thủ giữ sạch lưới trong chiến thắng 1 -0 trước West Bromwich Albion tại The Hawthorns. Trong trận đấu tiếp theo của đội nhà trên sân nhà trước Southampton, Koscielny đã giúp Arsenal lập kỷ lục giữ sạch lưới thứ hai liên tiếp và giành chiến thắng 1 trận.
Vào ngày 11 tháng 1 năm 2015, Koscielny đã ghi bàn thắng đầu tiên trong chiến thắng 3 trận0 trước Stoke City. Vào ngày 18 tháng 1, anh bắt đầu ở vị trí trung vệ khi Arsenal đóng cửa đương kim vô địch Manchester City để giành chiến thắng 2 trận tại sân vận động Thành phố Manchester. Vào ngày 10 tháng 2, anh đã ghi bàn mở tỉ số khi Arsenal đánh bại Leicester City 2 -1 Vào ngày 30 tháng 5 năm 2015, Koscielny đã được chọn để bắt đầu trận Chung kết FA Cup 2015, chơi trọn 90 phút trong trận thua 4 trận0 của Aston Villa trên sân vận động Wembley.
Mùa 2015–16
Koscielny bắt đầu mọi trận đấu trong tháng đầu tiên của mùa giải, ngoại trừ trận hòa 0 0 với các đối thủ Liverpool tại sân Emirates, do chấn thương. Koscielny đã đóng một vai trò quan trọng khi Arsenal thắng 5 trên 6 trận vào tháng 10 để về nhì tại Premier League, với việc Koscielny ghi bàn trong các trận thắng liên tiếp tại Premier League trước Everton và Swansea. Với việc HLV Arsene Wenger chọn chơi Gabriel Paulista trước đội phó Per Mertesacker, Koscielny bắt đầu xuất hiện với tư cách đội trưởng vào tháng 2, do chấn thương cho các đội trưởng khác Santi Cazorla & Mikel Arteta. Điều này đã kết thúc sau thất bại 3-2 trước Manchester United, khi Koscielny bỏ lỡ bốn trận đấu vì chấn thương, bao gồm trận derby Bắc London tại White Hart Lane. Anh trở lại trong trận thua 3-1 trước Barcelona tại Champions League, khi Arsenal rời khỏi cuộc thi ở vòng 16 cho mùa giải thứ sáu đang diễn ra. Koscielny ghi bàn thứ tư trong mùa giải trong trận hòa 3 -3 với West Ham.
Mùa 2016–17
Koscielny bắt đầu trận đấu đầu tiên của mùa giải trong trận hòa không bàn thắng với Leicester City. Vào ngày 10 tháng 9, anh được trao vai trò đội trưởng và ghi một cú đá phạt trên không tốt để cân bằng cho Pháo thủ trong trận đấu mà sau đó họ giành chiến thắng 2 trận1 trước Southampton khiến anh trở thành hậu vệ ghi bàn cao nhất của Arsenal trong lịch sử EPL, với cột mốc đạt được sinh nhật lần thứ 31 của anh ấy. Koscielny có liên quan đến một sự cố gây tranh cãi khi kết thúc chiến thắng 1 trận0 của Arsenal trước Burnley, trong đó Koscielny và Alex Oxlade-Chamberlain đã tham gia vào một bàn thắng có vẻ như được ghi từ một vị trí việt vị sau khi đánh vào tay của Koscielny. Cả những pha bóng cố ý hoặc phạm lỗi việt vị được coi là vi phạm và mục tiêu sau đó đã được ghi có chính xác vào Koscielny. Vào ngày 12 tháng 1 năm 2017, Koscielny, cùng với các đồng đội Francis Coquelin và Olivier Giroud đã ký hợp đồng dài hạn mới với Arsenal. [47] Hai ngày sau, anh xuất hiện lần thứ 200 cho Arsenal tại Premier League trong chiến thắng 4 trận 0 trên sân khách trước Swansea City.
Vào ngày cuối cùng của mùa giải 2016*1717, anh đã nhận thẻ đỏ cho một pha xử lý trên Enner Valencia của Everton. Arsenal mất một kháng cáo và Koscielny bị cấm trong ba trận đấu, có nghĩa là anh sẽ bỏ lỡ trận chung kết FA Cup. [50]
Mặc dù vắng mặt trong trận chung kết FA Cup, Koscielny đã nâng cúp cùng với Per Mertesacker. [51] [52]

#### Mùa giải 2018–19
Sau khi Per Mertesacker nghỉ hưu, Koscielny được bổ nhiệm làm đội trưởng của Arsenal. Anh xuất hiện lần đầu tiên trong mùa giải trước Southampton trong trận thua 3 -2.

#### Mùa giải 2019–20
Vào ngày 11 tháng 7 năm 2019, có thông báo rằng, với một năm còn lại trong hợp đồng, anh đã từ chối tham gia chuyến du đấu trước mùa giải của Arsenal ở Hoa Kỳ và quyết định ở lại Vương quốc Anh.

### Bordeaux
Vào ngày 6 tháng 8 năm 2019, Koscielny rời câu lạc bộ Arsenal để đến câu lạc bộ Ligue 1 Bordeaux của Pháp, trong một thỏa thuận được đồn đoán trị giá 4.500.000 bảng, chấm dứt 9 năm gắn bó với Arsenal.
Vào tháng 1 năm 2022, Koscielny bị loại khỏi đội một của Bordeaux sau khi anh bị cho rằng mức lương 3 triệu euro là quá cao
Vào ngày 31 tháng 1 năm 2022, Anh chính thức rời khỏi đội bóng
Vào ngày 26 tháng 3 năm 2022, Koscielny tuyên bố từ giã sự nghiệp bóng đá.

## Sự nghiệp đội tuyển quốc gia
Koscielny được triệu tập vào đội tuyển quốc gia Pháp vào ngày 3 tháng 2 năm 2011. Trước khi được gọi để chơi cho tuyển Pháp, Koscielny cũng đủ điều kiện để chơi cho Ba Lan và ban đầu anh đã xem xét đến việc nộp đơn để xin quốc tịch Ba Lan. Tháng 8 năm 2010, có một báo cáo cho rằng anh đã không nộp đơn và đã hủy bỏ cuộc gặp mặt với huấn luyện viên đội tuyển quốc gia Ba Lan, Franciszek Smuda, ở Warsaw vào ngày 7 tháng 8. Koscielny sau đó đã tuyên bố rằng ưu tiên hàng đầu của anh là chơi cho đội tuyển Pháp.
Koscielny được gọi vào đội tuyển Pháp lần đầu tiên vào ngày 3 tháng 2 năm 2011 để chuẩn bị cho trận giao hữu với Brazil vào ngày 9 tháng 2. Anh được triệu tập một lần nữa vào ngày 25 tháng 8. Koscielny có trận ra mắt cho đội tuyển ở trận giao hữu đối đầu với tuyển Mỹ vào ngày 11 tháng 11. Anh đã chơi trọn vẹn trận đấu với chiến thắng 1-0. Anh có lần xuất hiện đầu tiên ở một giải đấu lớn, Euro 2012, khi đã chơi trọn vẹn 90 phút trong thất bại 2–0 trước đội tuyển Tây Ban Nha ở vòng tứ kết và được bình chọn là Cầu thủ xuất nhất trận đấu bởi giới truyền thông nước Pháp.
Năm 2016, anh được huấn luyện viên Didier Deschamps triệu tập tham dự Euro 2016 diễn ra tại quê nhà Pháp, giải đấu mà anh và các đồng đội đã lọt vào đến trận chung kết và chịu thất thủ trước Bồ Đào Nha, giành vị trí á quân.
Trước khi World Cup 2018 diễn ra, Koscielny tuyên bố sẽ chia tay đội tuyển quốc gia sau giải đấu này. Tuy nhiên, chấn thương gót chân đã khiến anh không thể góp mặt vào đội hình tham gia World Cup 2018. Tổng cộng anh đã thi đấu 51 trận và ghi được 1 bàn thắng.

## Thống kê sự nghiệp

### Câu lạc bộ
Tính đến ngày 29 tháng 5 năm 2019
| Câu lạc bộ          | Mùa giải            | Vô địch quốc gia    | Vô địch quốc gia | Vô địch quốc gia | Cúp quốc gia | Cúp quốc gia | Cúp châu Âu | Cúp châu Âu | Tổng cộng | Tổng cộng |
| Câu lạc bộ          | Mùa giải            | Hạng đấu            | Số trận          | Số bàn           | Số trận      | Số bàn       | Số trận     | Số bàn      | Số trận   | Số bàn    |
| ------------------- | ------------------- | ------------------- | ---------------- | ---------------- | ------------ | ------------ | ----------- | ----------- | --------- | --------- |
| Guingamp            | 2004–05             | Ligue 2             | 11               | 0                | 3            | 0            | —           | —           | 14        | 0         |
| Guingamp            | 2005–06             | Ligue 2             | 9                | 0                | 1            | 0            | —           | —           | 10        | 0         |
| Guingamp            | 2006–07             | Ligue 2             | 21               | 0                | 2            | 0            | —           | —           | 23        | 0         |
| Guingamp            | Total               | Total               | 41               | 0                | 6            | 0            | 0           | 0           | 47        | 0         |
| Tours               | 2007–08             | National            | 33               | 1                | 6            | 1            | —           | —           | 39        | 2         |
| Tours               | 2008–09             | Ligue 2             | 34               | 5                | 5            | 1            | —           | —           | 39        | 6         |
| Tours               | Total               | Total               | 67               | 6                | 11           | 2            | 0           | 0           | 78        | 8         |
| Lorient             | 2009–10             | Ligue 1             | 35               | 3                | 5            | 1            | —           | —           | 40        | 4         |
| Lorient             | Total               | Total               | 35               | 3                | 5            | 1            | 0           | 0           | 40        | 4         |
| Arsenal             | 2010–11             | Premier League      | 30               | 2                | 9            | 1            | 4           | 0           | 43        | 3         |
| Arsenal             | 2011–12             | Premier League      | 33               | 2                | 3            | 0            | 6           | 1           | 42        | 3         |
| Arsenal             | 2012–13             | Premier League      | 25               | 2                | 4            | 1            | 5           | 1           | 34        | 4         |
| Arsenal             | 2013–14             | Premier League      | 32               | 2                | 5            | 1            | 9           | 0           | 46        | 3         |
| Arsenal             | 2014–15             | Premier League      | 27               | 3                | 6            | 0            | 6           | 0           | 39        | 3         |
| Arsenal             | 2015–16             | Premier League      | 33               | 4                | 4            | 0            | 7           | 0           | 44        | 4         |
| Arsenal             | 2016–17             | Premier League      | 33               | 2                | 2            | 0            | 8           | 0           | 42        | 2         |
| Arsenal             | 2017–18             | Premier League      | 25               | 2                | 2            | 0            | 6           | 0           | 33        | 2         |
| Arsenal             | 2018–19             | Premier League      | 17               | 3                | 2            | 0            | 10          | 0           | 29        | 3         |
| Arsenal             | Tổng cộng           | Tổng cộng           | 255              | 22               | 37           | 3            | 61          | 2           | 353       | 27        |
| Tổng cộng sự nghiệp | Tổng cộng sự nghiệp | Tổng cộng sự nghiệp | 398              | 31               | 59           | 6            | 61          | 2           | 518       | 39        |

1. ↑  Bao gồm các trận đấu ở Cúp bóng đá Pháp, Cúp Liên đoàn bóng đá Pháp, Cúp FA, Cúp Liên đoàn bóng đá Anh và Siêu cúp Anh.

### Đội tuyển quốc gia
Tính đến 27 tháng 3 năm 2018
| Đội tuyển | Năm       | Số trận | Bàn thắng |
| --------- | --------- | ------- | --------- |
| Pháp      | 2011      | 1       | 0         |
| Pháp      | 2012      | 6       | 0         |
| Pháp      | 2013      | 8       | 0         |
| Pháp      | 2014      | 6       | 0         |
| Pháp      | 2015      | 5       | 0         |
| Pháp      | 2016      | 16      | 1         |
| Pháp      | 2017      | 8       | 0         |
| Pháp      | 2018      | 1       | 0         |
| Tổng cộng | Tổng cộng | 51      | 1         |

#### Bàn thắng quốc tế
| # | Thời gian          | Địa điểm                                  | Quốc gia | Tỉ số | Chung cuộc | Giải đấu |
| - | ------------------ | ----------------------------------------- | -------- | ----- | ---------- | -------- |
| 1 | 4 tháng 6 năm 2016 | Sân vận động Saint-Symphorien, Metz, Pháp | Scotland | 1–0   | 1–0        | Giao hữu |

## Danh hiệu
Arsenal
- Cúp FA: 2013–14,[29] 2014–15,[30] 2016–17[31]
- Siêu cúp Anh: 2014,[32] 2015[33]
- Cúp Liên đoàn bóng đá Anh: Á quân 2010–11,[34] 2017–18[35]
- UEFA Europa League runner-up: 2018–19[36]

Cá nhân
- Ligue 2: Đội hình tiêu biểu mùa giải 2008–09[3]
- UEFA Europa League: Đội hình tiêu biểu mùa giải 2018–19[37]